# Sumerer

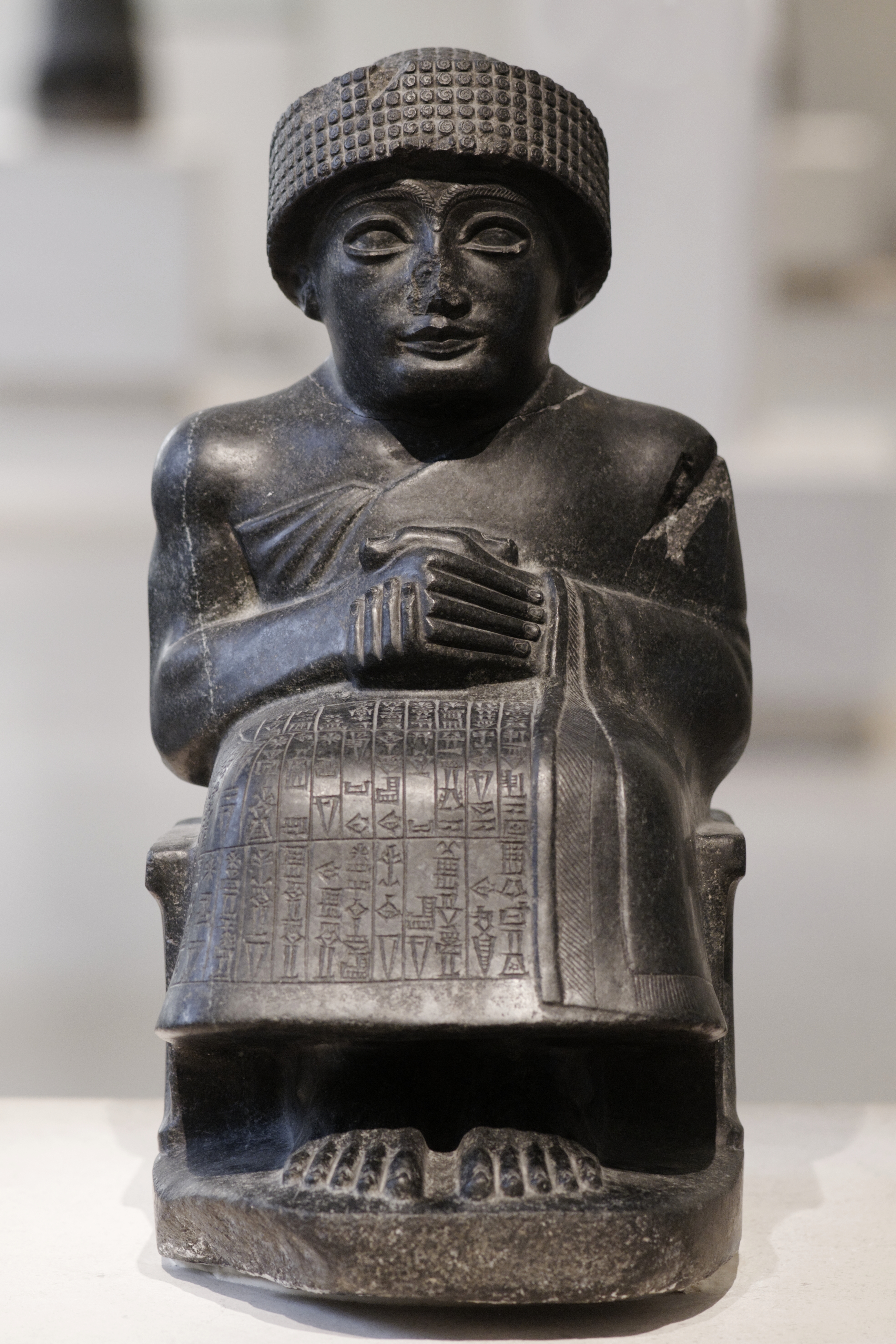
Dioritstatue Gudeas aus Girsu, um 2120 v. Chr., heute im Louvre

Als Sumerer bezeichnet man ein Volk, das im Gebiet von Sumer im südlichen Mesopotamien im 3. Jahrtausend v. Chr. lebte. Der Name Sumerer (akkadisch schumeru) kommt aus einer viel späteren Zeit, als altbabylonische Herrscher sich den Titel „König von Sumer und Akkad“ gaben und damit dem Vorvolk einen Namen in der Geschichte verliehen. Sich selber nannten die Sumerer saggiga, was so viel wie „die Schwarzköpfigen“ bedeutet.
Nach den heutigen Erkenntnissen herrschten die Sumerer etwa ab der Obaid-Zeit bis zum Ende der Frühdynastisch-III-Phase, dann übernahmen Akkader in der Akkadzeit die Vorherrschaft. In der anschließenden Neusumerischen/UrIII-Zeit erstarkte die Herrschaft der Sumerer noch einmal kurz, um dann endgültig in der frühbabylonischen Zeit von akkadischen Herrschern abgelöst zu werden.
Die Sumerer gelten derzeit als erstes Volk, das den Schritt zur Hochkultur geleistet hat. Besonders die Erfindung der Keilschrift, die quasi als eine Urvorlage der heutigen europäischen Schriften gelten kann, gilt als hervorragende Leistung der Sumerer, die zusammen mit der Erfindung der Bürokratie und der künstlichen Bewässerung hier ihren Anfang nahm.

## Herkunft
Die Herkunft der Sumerer ist bis heute nicht endgültig geklärt. Es gibt in der Wissenschaft zwei Thesen zur Herkunft der Sumerer. Die eine geht davon aus, dass die Sumerer eingewandert sind; dies wird an einer entfernten Ähnlichkeit der sumerischen Sprache zu anderen agglutinierenden Sprachen wie Ungarisch, Finnisch und Türkisch festgemacht, deren Ursprung in den Uralsteppen gesehen wird und damit auch die Heimat der Sumerer gewesen sein könnte. Zu diesem Sprachtypus zählen aber u. a. auch die Dravidischen Sprachen und das geografisch näherliegende georgisch. Es zeigen sich jedoch außer dem ähnlichen Vorgehen, die Wörter zu bilden, keine weiteren Gemeinsamkeiten, weder in der Sprache noch in den Kulturhinterlassenschaften, weswegen mittlerweile viele Forscher eher zu der These tendieren, dass die Sumerer eine lokal ansässige Kultur waren.

## Erforschung

Topografische Karte mit den unterschiedlichen Ethnien und Herrschaftsgebieten in einer Übersicht über Mesopotamien im 3. Jahrtausend v. Chr.

Hauptstädte Mesopotamiens in der frühdynastischen Zeit

Die Erforschung der sumerischen Kultur erfolgte immer zusammen mit den anderen mesopotamischen Kulturen. Das liegt an der Charakteristik der Ruinenhügel (tells), denn die Kulturen des Vorderen Orients pflegten die Orte nach Zerstörung, nach Eroberung, aber auch nach gewissen Zeiten teilweise oder auch vollständig einzuebnen und darauf eine neue Ebene zu erbauen. Deswegen kommt es vor, wie z. B. in Ninive, dass die obersten Schichten mittelalterliche Ruinen bergen und die unterste Schicht bis in die Zeit 5000 v. Chr. und weiter zurückreicht.
Ein bedeutender Durchbruch in der Erforschung der Sumerer war die Entzifferung der Behistun-Inschrift im Jahr 1802 durch Georg Friedrich Grotefend. Dabei handelte es sich um eine dreisprachige Inschrift in Altpersisch, Elamisch und Altbabylonisch, die fast so entscheidend für die Entzifferung der Keilschrift war wie der Stein von Rosette für die altägyptischen Hieroglyphen.
Die sumerische Sprache konnte anhand vieler weiterer zweisprachiger Texte entschlüsselt werden. Denn obwohl die sumerische Sprache noch lange nach dem Verschwinden der sumerischen Kultur im Gebrauch war, konnten bald nur noch die Gelehrten diese Sprache lesen. Daher fertigte man für ihr Studium entsprechende Wortlisten, Übersetzungen und Übungstexte an, die den heutigen Wissenschaftlern die Entzifferung des Sumerischen und damit der sumerischen Kultur ermöglichten.
Erste archäologische Erforschungen begannen durch Claudius James Rich, der im Jahr 1812 damit begann, die Ruinen von Babylon systematisch zu vermessen und teilweise auszugraben. Ihm folgten viele weitere Forscher. Teilweise sah man sich im Wettstreit mit den Entdeckungen des alten Ägypten. So dauerte es nicht lange, und die Gebiete wurden unter den verschiedenen Nationen aufgeteilt. So gruben die Franzosen in Dur-Scharrukin, die Engländer in Ninive und die Deutschen in Assur und Babylon.
| Zeitstufe                               | Jahreszahl | Name                               |
| --------------------------------------- | --- | ---------------------------------- |
| Vordynastische Zeit                     | Frühdynastisch I (2900–2750 v. Chr.) Frühdynastisch II (2750–2600 v. Chr.) Frühdynastisch III a/b (2600–2450/2340 v. Chr.) | Alulim • Dumuzi                    |
| 1. Dynastie von Kisch ((1.–4. Dynastie) | um 2800 v. Chr. bis um 2380 v. Chr.                                                                                        | Etana • Agga                       |
| 1. Dynastie von Uruk (1.–6. Dynastie)   | um 2770 v. Chr. bis 1802 v. Chr.)                                                                                          | Enmerkar • Lugalbanda • Gilgamesch |
| 1. Dynastie von Ur (1.–3. Dynastie)     | um 2600 v. Chr. bis 2004 v. Chr.                                                                                           | Meskalamdug • Puabi                |
| 1. Dynastie von Lagash (1.–2. Dynastie) | um 2550 v. Chr. bis 2110 v. Chr.                                                                                           | Ur-Nanshe • Eannatum               |
| 2. Dynastie von Lagash                  | | Gudea                              |
| 3. Dynastie von Ur                      | | Ur-Nammu • Schulgi                 |

## Wirtschaft
Ein wichtiger Punkt in der Geschichte der Sumerer ist die Wirtschaft und speziell die Tempelwirtschaft. So arbeitete nicht jeder für sich alleine auf seinem Feld, sondern er tat es für die Allgemeinheit bzw. für den Tempel, der die Ernte sammelte und verwaltete. Diese Art der Vorratshaltung brachte verwaltungstechnische Probleme mit sich, an deren Ende für die Sumerer die Erfindung der Schrift stand.
Zu Anfang wurden die verschiedenen Waren einfach nur mit Lehmklumpen verplombt, auf denen die Anzahl der eingeschlossenen Waren stand. Später ging man dazu über, Stempelsiegel von Beamten und Priestern auf die Lehmklumpen zu pressen, die mit ihrem Siegel für die Authentizität standen. Die Sumerer erfanden in diesem Zusammenhang das Rollsiegel, das nicht nur ein spezielles Konterfei darstellte, sondern teilweise ganze Symbolkreise darstellen konnte.
Eine weitere Komplexitätssteigerung der Verwaltung ereignete sich zum Ende des 4. Jahrtausends, als der Pegel des Persischen Golfes absank und Euphrat und Tigris ihre Fließgeschwindigkeit erhöhten. Um die Bewässerung der Felder weiterhin zu gewährleisten, wurde es nötig, ausgeklügelte Rückhaltebecken und Bewässerungssysteme anzulegen, die entsprechend verwaltet werden mussten. In diese Zeit scheint auch das Aufkommen der Schrift zu fallen, da man nicht mehr einfach nur ein Siegel aufdrücken konnte, sondern nun auch bestimmte Tage ausarbeiten musste und die Zuteilungen zu bestimmten Personen regeln musste. Dennoch blieben die Rollsiegel und Stempelsiegel weiterhin in Gebrauch.
Einige weitere Erfindungen wie Töpferscheibe und Wagenrad wurden den Sumerern zugeschrieben. Auch wenn beide mittlerweile nicht mehr zu den Erfindungen der Sumerer gezählt werden, so waren beide doch maßgeblich für die Kultur und die Wirtschaft der Sumerer. Da die Sumerer einen recht hohen Lebensstandard erreicht hatten, aber eigentlich recht arm an Rohstoffen waren, mussten sie Handel treiben. Haupthandelsgüter, die sie hatten, waren Lehm in Form von Tongefäßen, Getreide und domestizierte Tiere. Offenbar waren diese Waren so beliebt, dass sie es bis in das weit entfernte Indien zur Harappa-Kultur, in den Iran und den Libanon schafften.

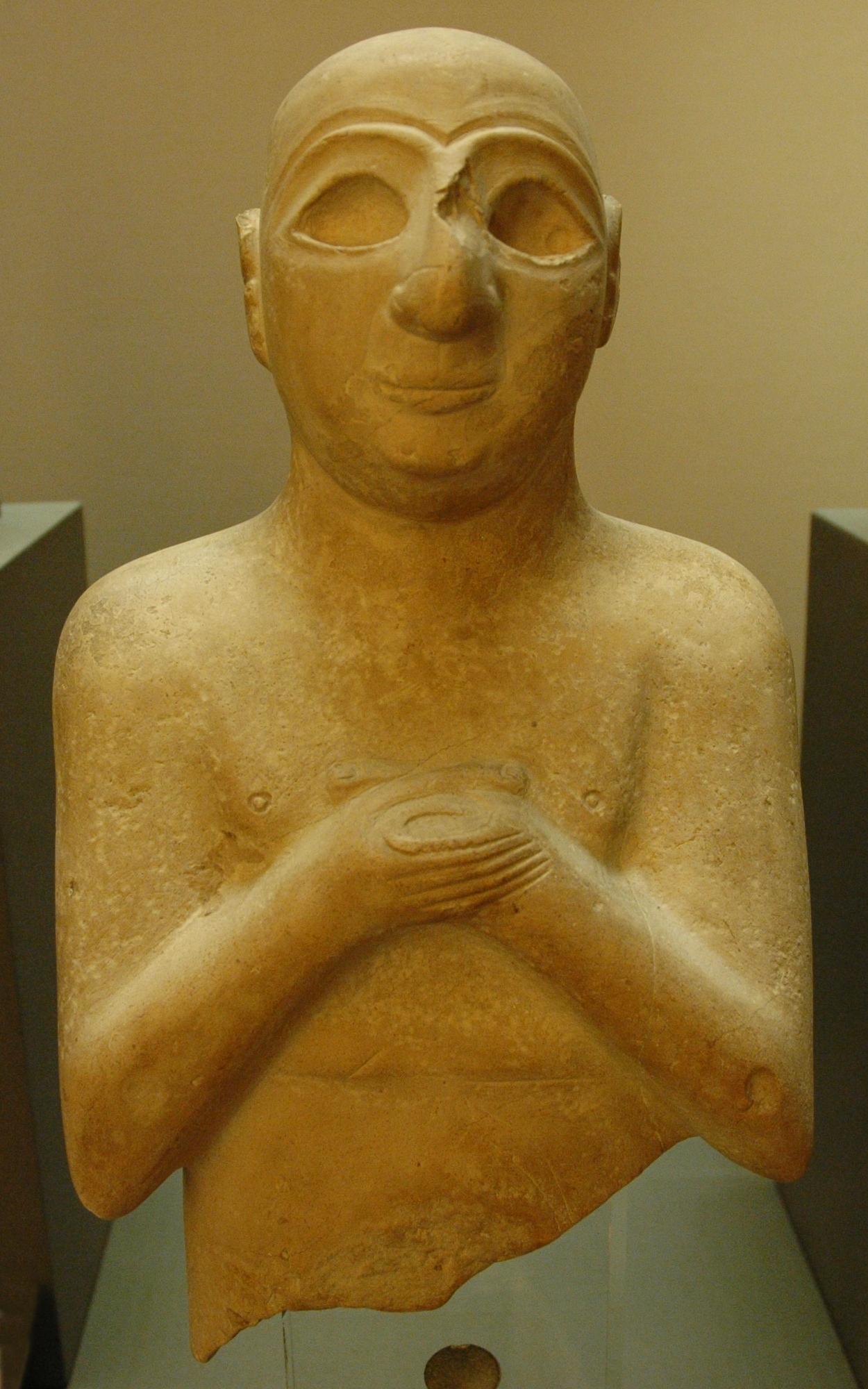
Statuette des Satam aus Uruk, um 2400 v. Chr. (Louvre, Paris)

## Sprache
Das Sumerische ist eine isolierte Sprache, deren Gebrauch in Mesopotamien für das 3. Jahrtausend v. Chr. nachgewiesen ist. In vorausgehenden Epochen fehlt die schriftliche Aufzeichnung von Sprache, danach wurde es im Alltagsleben mehr und mehr durch das semitische Akkadisch verdrängt. Als Sprache der Gelehrten wurde es jedoch weiter bis in das 1. Jahrtausend v. Chr. tradiert. Das Sumerische wurde mit Hilfe der Keilschrift dargestellt, die sich im ausgehenden 4. Jahrtausend zunächst als Bilderschrift entwickelt hatte. Andere altorientalische Völker übernahmen dann später die Keilschrift und passten sie ihren Bedürfnissen an.

## Schriftsystem
Nach dem heutigen Stand der Wissenschaft ist die Keilschrift der Sumerer (genauer: die „Proto-Keilschrift“) die erste Schrift der Menschheit. Die Ägypter entwickelten erst ca. 200 Jahre später ein eigenes Schriftsystem, die ägyptischen Hieroglyphen. Die frühesten Formen der Keilschrift entstanden in der Uruk-IV-Epoche um 3300 v. Chr. Die Erfindung der Sumerer wurde anschließend von vielen anderen Völkern übernommen und weiterentwickelt. Insgesamt wurde die Keilschrift mehr als 3000 Jahre lang verwendet.